# أليخاندرو غالار فالغيرا
أليخاندرو غالار فالغيرا (19 مارس 1992) هو لاعب كرة قدم إسباني يلعب في صفوف نادي مالقا في مركز جناح أيسرأو مهاجم.

## روابط خارجية
- أليخاندرو غالار فالغيرا على موقع قاعدة بيانات كرة القدم.إي يو (الإنجليزية)
- أليخاندرو غالار فالغيرا على موقع Soccerway.com (الإنجليزية)
- أليخاندرو غالار فالغيرا على موقع AS.com (الإسبانية)